# Daiphanta scitiferata
Daiphanta scitiferata là một loài bướm đêm trong họ Geometridae.